# Hermann Baumstark
Hermann Michael Baumstark (* 12. August 1839 in Freiburg im Breisgau; † 2. Februar 1876 in Cincinnati) war ein deutscher Theologe.

## Leben
Baumstark war ein Sohn von Anton Baumstarks und dessen Ehefrau Friederike Luise (geborene Mez, 1804–1886), sowie der jüngere Bruder Reinhold Baumstarks. Die Söhne wurden in der Religion der Mutter erzogen. Er besuchte die protestantische Volksschule und das Lyzeum in Freiburg. Ab Herbst 1858 nahm er, gemäß dem Wunsch seines katholischen Vaters, an philologische Vorlesungen teil und ging anschließend nach Heidelberg, um dort Theologie zu studieren. Er selbst fühlte sich dem Pietismus verbunden. Bei seiner Konfirmation hatte er ein Neues Testament und einen Psalter erhalten und hatte begonnen regelmäßig darin zu lesen. Stand er zuvor dem christlichen Glauben noch skeptisch gegenüber, so brachte ihm die Lektüre, wie er selbst sagte, eine „durch die Gnade Gottes gewirkte innere Umwandlung“. Er fasste den Entschluss sich als Missionar unter die Heiden zu begeben, doch verboten ihm seine Eltern diesen umzusetzen. Die Vorlesungen an der Heidelberger Universität sagten ihm nicht zu, da sie seiner Meinung nach, dem positiven Christentum entgegenstanden. Insbesondere die Vorlesungen des Theologen Professor Schenkel schienen ihm den positiven Christenglauben zu untergraben. Er wandte sich daher dem orthodoxen Lutheranismus zu. Er sagte sich von den Protestanten los und bekannte sich öffentlich zur „wahren, reinen der lutheriſchen Kirche“, was dazu führte, dass er die Unterstützung seiner Eltern und zudem jegliche Aussicht auf eine spätere staatliche Anstellung verlor.
Im Frühjahr 1860 wechselte er daher an die Universität Leipzig, um dort die Vorlesungen der lutherischen Theologen Hölemann, Karl Friedrich August Kahnis, Christoph Ernst Luthardt und Gerhard von Zezschwitz zu besuchen. Doch auch wenn ihm diese mehr zusagten, war er doch enttäuscht, weil er glaubte auch hier keinen festen Glaubensstand zu bekommen, wie er ihn sich vorstellte. Als er im Sommer 1860 ein Missionsfest besuchte, hatte er die Gelegenheit einen Vortrag Carl Ferdinand Wilhelm Walthers zu hören, der über die kirchlichen Zustände in Amerika berichtete. Er entschloss sich Walther nach Amerika zu begleiten und schiffte sich mit diesem in Bremerhaven ein. Ende August kam er in New York an, zog weiter nach St. Louis und wurde in das lutherische Prediger-Seminar „Concordia-Collegium“ aufgenommen. Hier vollendete er seine Studien. Im Frühjahr 1861 hatte er seine Prüfungen abgelegt und wurde als Pastor nach Quincy in Illinois geschickt. Die Bewohner der kleinen Gemeinde verstanden die altertümlichen Lehren nicht, von denen Baumstark ihnen predigte. Zu seinen Aufgaben dort zählte neben der Seelsorge auch das Amt des Lehrers und Organisten. Da es immer wieder zu Konflikten zwischen ihm und den Gläubigen kam, folgte nach zwei Jahren seine Umsetzung in die Stadt Aurora bei Chicago. Hier hielt er es nicht lange aus und nahm im Herbst 1864 den Ruf als Professor an das theologische Seminar in St. Yonis an. Doch schon bald brachte ihn sein Streben nach immer tieferer Erkenntnis und die Suche nach der einen biblischen Wahrheit in Konflikte mit der in der Synode vorherrschenden theologischen Richtung.
Baumstark musste sich erneut eine andere Betätigung suchen und nahm das Angebot eines Verlages an, eine ausführliche Abhandlung der Kirchengeschichte zu verfassen. 1867 hatte er den ersten Teilband fertiggestellt und veröffentlicht. Als er den zweiten Teil fast abgeschlossen hatte, fühlte er sich nicht in dazu in der Lage ihn zu vollenden, denn unbewusst war er zum katholischen Standpunkt übergegangen. Bisher hatte er sich, obwohl sein Vater Katholik war, nie dieser Glaubensrichtung verbunden gefühlt. Als er erfuhr, dass sich auch sein Bruder Reinhold, den er als Ungläubigen in Erinnerung hatte, dem katholischen Glauben angeschlossen hatte, sah er dies als ein Zeichen, doch befand er sich in eine Zwiespalt. Er gab die Stelle in St. Louis auf, wandte sich dem Journalismus zu und arbeitete mehrere Monate für die Redaktion der radikalen deutschen Zeitung die neue Welt. Nebenher widmete er sich dem Studium der „Unfehlbarkeit der Kirche“ und kam zu der Erkenntnis, dass er für den Weg des katholischen Glaubens bestimmt sei. Er legte am 11. September 1869 sein katholisches Glaubensbekenntnis in der deutschen St. Josephskirche in St. Louis ab. Kurz darauf übernahm er die Redaktion der deutsch katholischen Zeitung Herold des Glaubens. Später arbeitete er in Cincinnati für die katholische Wochenzeitung Der Wahrheitsfreund.

## Publikationen
- Geschichte der christlichen Kirche. Band 1, Aug. Wiebusch u. Sohn, St. Louis 1867.
- Mit Reinhold Baumstark: Unsre Wege zur katholischen Kirche. Herder, Freiburg im Breisgau 1870.